# Notverband vertriebener Hochschullehrer
Der Notverband vertriebener Hochschullehrer war ein Interessenverband von Hochschullehrern mit Sitz in Bonn. 

## Geschichte
1944/45 wurden die Professoren und Dozenten von den Hochschulen in den Ostgebieten des Deutschen Reiches vertrieben. In Westdeutschland waren sie arbeitslose und unwillkommene Konkurrenten der aufstrebenden und etablierten Akademiker. 
Wilhelm Felgentraeger und Max Hildebert Boehm luden deshalb Anfang 1950 die betroffenen Kollegen nach Hamburg ein. Die 50 Erschienenen gründeten am 23. Februar 1950 den Notverband der amtsverdrängten Hochschullehrer. In Abstimmung mit dem entstehenden Deutschen Hochschulverband sollte er den Personenkreis vertreten. Das Hamburger Aktionsprogramm kritisierte den unzulänglichen Einsatz der Westdeutschen Rektorenkonferenz. 1952 erfolgte die Umbenennung in Notverband vertriebener Hochschullehrer. Im selben Jahr warnte Theodor Wessels auf der Rektorenkonferenz in Kiel davor, durch neue Etatstellen und Forschungsprofessuren alte Nationalsozialisten zu begünstigen. Bei den vielen NS-Ordinarien in Westdeutschland war das eine durchsichtige Argumentation. 
Als ehrenamtlicher Vorsitzender der NVH pflegte Walter Hoffmann (1891–1972) die Zusammenarbeit mit der Bundesausgleichsstelle, einer beim Bundesministerium des Innern angegliederten Dienststelle mit Amtssitz in Köln-Deutz. Noch 1954 hatten etwa 500 der vertriebenen Hochschullehrer keine Anstellung gefunden. Es wurde deshalb erwogen, „diese z. Zt. brachliegenden Kräfte in einer wissenschaftlichen Akademie zusammenzufassen“. Dabei dachte man vor allem an die Freie Hansestadt Bremen. In einem Brief an Erich Haslinger verwies Hans Baatz 1954 auf die weltweiten Verbindungen und Interessen Bremens, das anders als Hamburg keine Universität hatte. Ein solches Projekt würde durch die Rechtsstellung der vertriebenen Hochschullehrer als 131er erleichtert. In seinem Antwortschreiben empfahl Haslinger zwei Kontaktpersonen; die Erfolgsaussichten schienen ihm nicht gering:

„Die Bremer haben nämlich den Spleen, früher oder später eine internationale Universität hier zu errichten, und da Geld ja reichlich vorhanden ist, könnte ich mir denken, daß sich bei geschickter Verhandlung die Interessen des Notverbandes der vertriebenen Hochschullehrer möglichenfalls hier einschalten ließen.“